# Гривняк Юрій
Юрій Гривня́к (30 травня 1912, м-ко Велике Березне, нині смт Великий Березний Закарпатської області — 20 грудня 1992, м. Лібчице поблизу Праги) — український історик, публіцист, письменник. Після війни заснував і очолював Комітет громадян Закарпатської України у Празі (який виступав проти примусових арештів і депортації до СРСР).

## Біографія
Навчався у торговельній академії у Мукачевому, закінчив учительську семінарію в Ужгороді (1936). Від 1937 — офіцер армії Чехословаччини, після розпаду якої повернувся на Закарпаття. За мадярської окупації краю 1939 півроку ув'язнений у концтаборах Варюлопош і Ніредьгаза, звідки втік до Праги.
1940—1945 студіював в УВУ, працював у видавництві «Пробоєм». Брав активну участь у антифашистському русі, у Празькому повстанні (травень 1945). Після комуністичного перевороту 1948 репресований, по звільненні працював робітником.
Чеською мовою переклав і поставив опери «Запорожець за Дунаєм» С. Гулака-Артемовського, «Наталка Полтавка», «Тарас Бульба» М. Лисенка. Після придушення Празької весни 1968 у Гривняка конфісковано чимало рукописів, архівних матеріалів.
Публікував розвідки, присвячені діяльності українських вчених у діаспорі (І. Пулюй, І. Горбачевський, Я. Кулик, Ю. Веґа, С. Русова), творчості митців (М. Лисенко, О. Кошиць, М. Бринський, М. Бойчук) і письменників (Т. Шевченко, І. Франко, Олександр Олесь, С. Черкасенко), а також чесько-українським культурним зв'язкам.

## Праці
- Проф. д-р Іван Пулюй — винахідник променів Х. Лондон, 1971;
- Творець нововізантійської школи // Наша культура. Варшава. 1985. Ч. 1.

У рукописах лишилися праці:
- «Український гетьман Зіновій-Богдан Хмельницький і його доба»
- «Український гетьман чеського походження — Пилип Орлик»
- «Історія нашої церкви на Закарпатті»
- «Українські пам'ятники в ЧСР»
- «Українські вчені в чеських високих школах».